# Cornelius Drebbel
Cornelius Jacobszoon Drebbel (Alkmaar, Holanda, 1572 — Londres, 7 de novembro de 1633) foi o inventor do primeiro submarino navegável.

## Biografia
Drebbel Foi um famoso inventor, gravador e vidraceiro holandês nascido em Alkmaar, inventou um termostato para controle da temperatura de um forno e construiu o primeiro submarino navegável. Como muitos cientistas daquela época, embora muito dos seus conhecimentos fossem baseados apenas na experiência e não no estudo, possuía um conhecimento considerável de química e de diferentes campos de filosofia natural.
No reinado de Jaime I (1566-1625), rei da Inglaterra de 1603 a 1625, Drebbel estabeleceu-se em Londres em 1604 e tornou-se empregado da corte. Em Londres ficou famoso por outras descobertas científicas, além de fazer melhoramentos em microscópios e telescópios.  Então Drebbel construiu o primeiro submarino, um presente para o seu patrão, o rei Jaime I. Em um barco a remos Drebbel envolveu firmemente couro à prova de água, com tubos de ar ligados a flutuadores, para mantê-lo em contato com a superfície e captar oxigênio. Como não havia motores na época, remos foram conectados ao casco e envolvidos na união com luvas de couro, que faziam a vedação. A primeira viagem foi feita no rio Tâmisa com 12 remadores e o submarino ficou submerso durante três horas. Recentemente um grupo de inventores da BBC fez uma réplica do submarino de Drebbel. Drebbel morreu em Londres dez anos depois (1634).